# Elkton (Tennessee)
Elkton es una ciudad ubicada en el condado de Giles, Tennessee, Estados Unidos. Según el censo de 2020, tiene una población de 545 habitantes.

## Geografía
La localidad está ubicada en las coordenadas 35°3′46″N 86°53′45″O / 35.06278, -86.89583 (35.062844, -86.895811). Según la Oficina del Censo de los Estados Unidos, Elkton tiene una superficie total de 5.16 km², correspondientes en su totalidad a tierra firme.

## Demografía
Según el censo de 2020, hay 545 personas residiendo en Elkton. La densidad de población es de 105.62 hab./km². El 70.83% de los habitantes son blancos, el 23.30% son afroamericanos, el 0.18% es amerindio, el 2.02% son asiáticos y el 3.67% son de una mezcla de razas. Del total de la población, el 0.73% son hispanos o latinos de cualquier raza.